# Manatsialonina Lucile Rabearimanana
Manantsialonina Lucile Rabearimanana est une historienne malgache.

## Biographie
Lucile Rabearimanana est une historienne Malgache dont les oeuvres concernent majoritairement les analyses politiques de Madagascar. Elle a aussi contribué à la recherche sur la presse et l’histoire du nationalisme malgache.

## Parcours profesionnel
1991: Historienne. - Professeur à l'Université d'Antananarivo 

## Entretiens et conférences
- Madagascar - Lucile Rabearimanana, historienne et membre du parti Monima

- Conférence : L’insurrection de 1947 à Madagascar - Professeur Lucile RABEARIMANANA

- Il était «pour l'indépendance, mais sans rupture ! », souligne l'historienne Lucile Rabearimanana

- LUCILE HISTORIENNE 29 MARS 1947 SUR MIDI MANIFIK 28 03 18

- Lucile Rabearimanana

## Œuvres
- Lucile Rabearimanana